# Liga dos Campeões Feminina da AFC
A Liga dos Campeões Feminina da AFC é a principal competição de clubes de futebol feminino da Ásia. Ela envolve os melhores clubes dos países afiliados à Confederação Asiática de Futebol (AFC). O torneio foi estabelecido em 2024.

## História
A ideia de uma competição de clubes femininos asiáticos foi inicialmente pensada em 2018. No ano seguinte, a edição inaugural do Campeonato de Clubes Femininos da AFC, um torneio piloto de clubes femininos para equipes asiáticas, foi realizada como um torneio de todos contra todos entre quatro equipes.
Em 2023, foi revelado o formato para a nova competição de clubes chamada Liga dos Campeões Feminina da AFC. A partir da edição 2024–25, a competição inclui uma fase preliminar, uma fase de grupos com doze equipes e uma fase de eliminação. Cada associação tem direito a uma equipe participante. Nas quatro primeiras temporadas, haverá uma entrada por associação membro participante, com a alocação baseada no Ranking de Competições de Clubes Femininos da AFC, que combinará o desempenho dos clubes na Liga dos Campeões Feminina da AFC e o mais recente Ranking Feminino Mundial da FIFA, conforme segue:
- até 2027–28: 70% pontos de clubes + 30% pontos de seleções nacionais;
- de 2028–29 a 2029–30: 90% pontos de clubes + 10% pontos de seleções nacionais;
- a partir de 2030–31: 100% pontos de clubes.

## Resultados
| Edição | Ano     | Campeão | Vice-campeão | Local da final | Número de equipes | Ref.  |
| ------ | ------- | ------- | ------------ | -------------- | ----------------- | ----- |
| 1      | 2024–25 |         |              |                | 21                | [ 6 ] |

## Premiação
A partir da temporada 2024-25, a distribuição do prêmio em dinheiro é a seguinte:
- Fase de grupos: $100.000,00
- Quartas de final: $ 80.000,00
- Semifinais: $120.000,00
- Vice-campeão: $ 500.000,00
- Campeão: $ 1.000.000,00